# Hamid Dabashi

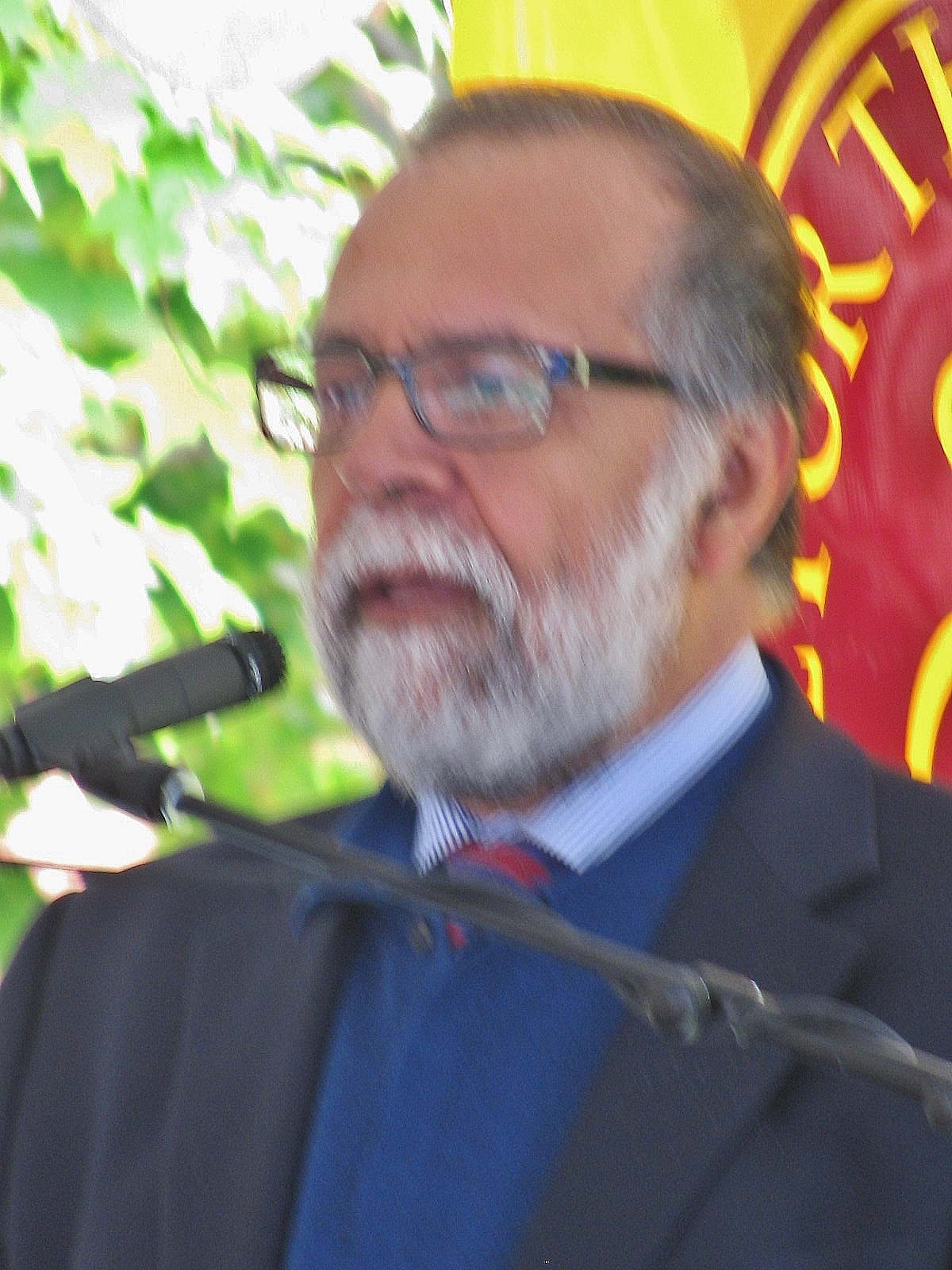
Hamid Dabashi

Hamid Dabashi (persisch حمید دباشی Hamid Dabaschi, DMG Ḥamīd Dabāšī; * 15. Juni 1951) ist ein iranisch-amerikanischer Historiker, Kulturphilosoph und Literaturwissenschaftler. Dabashi ist Inhaber des traditionsreichen Hagop-Kevorkian-Lehrstuhls für Iranische Studien und Vergleichende Literaturwissenschaften an der Columbia University in New York.
Dabashi veröffentlichte zahlreiche Bücher, darunter Authority in Islam; Theology of Discontent; Truth and Narrative; Close Up: Iranian Cinema; Staging a Revolution: The Art of Persuasion in the Islamic Republic of Iran; an edited volume, Dreams of a Nation: On Palestinian Cinema; und das einbändige Werk über Iranische Geschichte: Iran: A People Interrupted.
In einem Artikel in Al-Ahram Weekly aus dem Jahre 2008 bezeichnete er die USA als „United States of Israel“, Israel als „jüdischen Apartheid-Staat“ bzw. als „bedeutenden Teil der enormen Militärmaschinerie des amerikanischen Imperialismus“ und die amerikanischen Zionisten als „zionistische Bande von Milliardären“. Dabashi ist Mitglied im Beirat der US Campaign for the Academic & Cultural Boycott of Israel (USACBI).

## Veröffentlichungen

### Islamische und Iranische Wissenschaften
- 2008 Islamic Liberation Theology; Resisting the Empire. Routledge
- 2007 Iran: A People Interrupted. New York, New Press.[6]
- 2005 Theology of Discontent: The Ideological Foundations of the Islamic Revolution in Iran. (Second Edition) with a New Introduction. New York, New York University Press (1993).  New Edition, New Brunswick, NJ, Transaction Publishers.[7]
- 2005 "Ignaz Goldziher and the Question Concerning Orientalism,” as an Introduction to a new Edition of Ignaz Goldziher’s Muslim Studies. New Brunswick, NJ, Transaction Publishers.
- 2000 “The End of Islamic Ideology,” Social Research. Volume 67, Number 2, Summer 2000. pp. 475–518.[8]
- 1999 Staging a Revolution: The Art of Persuasion in the Islamic Republic of Iran. (With Peter Chelkowski). London, Edward Booth-Clibborn Editions.
- 1993 "Historical Conditions of Persian Sufism during the Seljuk Period." In Leonard Lewisohn (ed.), Classical Persian Sufism: From Its Origins to Rumi.  London and New York, Khaniqahi Nimatallahi Publishers.
- 1992 Authority in Islam: From the Rise of Muhammad to the Establishment of the Umayyads. Second Edition. New Brunswick, NJ & London, Transaction Books. Winner of the 1990 Association of American Publishers Award in the category of religion and philosophy.
- 1989 Expectation of the Millennium: Shi’ism in History. With S.H. Nasr and S.V.R. Nasr. New York, State University of New York Press.
- 1989 "By What Authority? —The Formation of Khomeini's Revolutionary Discourse, 1964-1977."  Social Compass, vol. 36, no. 4, December 1989.
- 1988 Shi’ism: Doctrines, Thought, and Spirituality. With S.H. Nasr, and S.V.R. Nasr. New York, State University of New York Press.
- 1986 "Symbiosis of Religious and Political Authorities in Islam."  In Thomas Robbins and Roland Robertson (eds.), Church-State Relations: Tensions and Transitions.  New Brunswick, NJ, and London, Transaction Books.
- 1986 "The Sufi Doctrine of 'The Perfect Man' and a View of the Hierarchical Structure of the Islamic Culture."  Islamic Quarterly, vol. 30, no. 2, Second Quarter, 1986.
- 1989 "Modern Shi’i Thought". The Oxford Encyclopedia of the Modem Islamic World.
- 2018 "Remember: Christ was a Palestinian Refugee". Aljazeera, 25. Dezember 2018

### Islamische Philosophie
- 1999 Truth and Narrative: The Untimely Thoughts of Ayn al-Qudat al-Hamadhani.  London, Curzon Press.
- 1996 "The Philosopher/Vizier: Khwajah Nasir al-Din al-Tusi and His Isma’ili Connection."  In Farhad Daftari (ed.), Studies in Isma’ili History and Doctrines. Cambridge, Cambridge University Press, 1996.
- 1994 "Khwajah Nasir al-Din al-Tusi: The Philosopher/Vizier."  In Oliver Leaman (ed.), A History of Islamic Philosophy.  London, Routledge.
- 1994 "Mir Damad and the School of Isfahan.” In Oliver Leaman (ed.), A History of Islamic Philosophy. London, Routledge.
- 1994 "Ayn al-Qudat: That Individual."  In Oliver Leaman (ed.), A History of Islamic Philosophy. London, Routledge.
- 1990 "Danish-namah-yi AIa'i”. Encyclopedia Iranica.
- 1990 "Mir Damad". The Routledge Encyclopedia of Philosophy.

### Grafische und Gegenständliche Kunst, Ästhetik
- 2005 “Artists without Borders:  On Contemporary Iranian Art” in Octavio Zaya (Ed), Contemporary Iranian Artists:  Since the Revolution (San Sebastian, Spain: Museum of Contemporary Art, 2005). In English, Spanish, and Catalan.
- 2005 “Shirin Neshat:  Transcending the Boundaries of an Imaginative Geography” in Octavio Zaya (Ed), The Last Word. San Sebastian, Spain, Museum of Modern Art.  In English and Spanish.
- 2005 “Women without Headaches: On Shirin Neshat’s ‘Women without Men.’” Berlin, Germany, Hamburger Bahnhof, Museum für Gegenwart.  In English and German.
- 2005 “Ta’ziyeh:  Theater of Protest,” in The Drama Review (TDR).[9]
- 2002 “Bordercrossings: Shirin Neshat’s Body of Evidence,” Catalogue of Castello di Rivoli Retrospective on Shirin Neshat.  Turin, Italy.  January 2002.
- 2000 “In the Absence of the Face,” Social Research, Volume 67, Number 1.  Spring 2000. pp. 127–185.[10]
- 1993 Parviz Sayyad's Theater of Diaspora. Costa Mesa, CA, Mazda.

### Weltkino
- 2008 Makhmalbaf at Large: The Making of a Rebel Filmmaker. London, I. B. Tauris.[11]
- 2006 Dreams of a Nation: On Palestinian Cinema. Edited, with an Introduction. London and New York, Verso.[12]
- 2006 Masters and Masterpieces of Iranian Cinema. Washington DC, Mage.[13]
- 2004 Yami Karano Kobo (The Light Arisen from the Darkness: On Mohsen Makhmalbaf) —in Japanese, Tokyo.[14]
- 2002 “Dead Certainties:  Makhmalbaf’s Early Cinema,” in Richard Tapper (Eds), Studies in Iranian Cinema. London, I.B. Tauris.
- 2001 Close up: Iranian Cinema, Past, Present, Future. London and New York, Verso, 2001. [Translated into Arabic, Japanese, Spanish, and Turkish].
- 1999 “Mohsen Makhmalbaf’s Moment of Innocence,” in Rose Issa and Sheila Whitaker (Eds), Life and Art: The New Iranian Cinema.  London, The British Film Institute, 1999. pp. 115–128.

### Persische und Vergleichende Literaturwissenschaft
- 2007 The Adventures of Amir Hamza. Introduction. Random House Modern Library.[15]
- 2003 "Nima Yushij and Constitution of a National subject," Oriente Moderno, Volume xxii (lxxxiii), 2003.
- 1994 "Of Poetics, Politics and Ethics: The Legacy of Parvin E’tesami.  In Heshmat Moayyad (ed.), Once a Dewdrop Accosted a Rose: Essays on the Poetry of Parvin E’tesami.  Costa Mesa, CA: Mazda Publishers.
- 1988 "Forough Farrokhzad and the Formative Forces of Iranian Culture."  In Michael C. Hillmann (ed.), Forough Farrokhzad: A Quarter Century Later.  Literature East and West.
- 1985 "The Poetics of the Politics: Commitment in Modern Persian Literature."  Iranian Studies, Special Issue, The Sociology of the Iranian Writer, ed. by Michael C. Hillmann, vol. 18, nos. 2-4, Spring-Autumn, 1985.
- Year? "Persian Literature" for The Oxford Encyclopedia of the Modem Islamic World.

### Postkoloniale Theorie
- 2008 Islamic Liberation Theology: Resisting the Empire. New York, Routledge.[16]
- 2001 “For the Last Time: Civilizations,” International Sociology.  September 2001.  Volume 16 (3): 361-368.[17]
- 2001 “No soy subalternista,” in Ileana Rodriguez (Ed), Convergencia de Tiempos:  Estudios subalternos / contextos latinoamericanos estado, cultura, subalternidad. Atlanta, GA:  Editions Rodopi b.v. 2001. pp. 49–59.